# معراج (پهپاد)

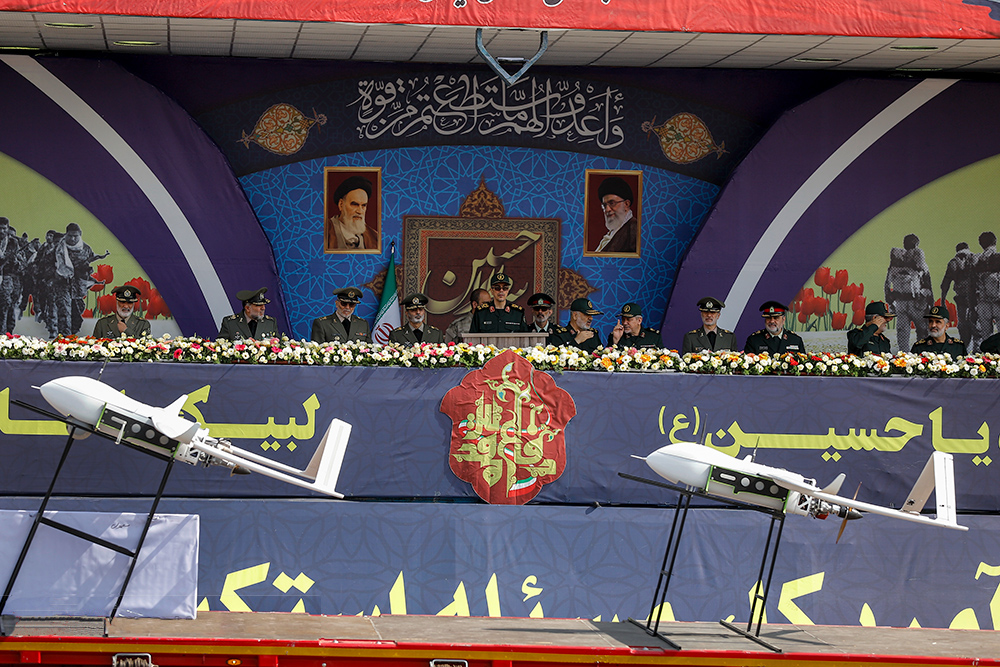
پهپاد معراج در دو گوشه تصویر

پهپاد معراج یک پهپاد شناسایی می‌باشد که در نیروی زمینی سپاه پاسداران (نزسا) با الهام از طرح پهپاد آیروسوند آمریکایی طراحی و ساخته شده‌است.
این پهپاد قادر است با سرعت ۱۴۰ کیلومتر تا ارتفاع ۱۲۰۰۰ پایی پرواز کند. وزن برخاست آن ۳۳ کیلوگرم است و می‌تواند محموله‌ای به‌وزن ۵ کیلو را حمل کند.

## نحوه برخاست و فرود
معراج برای برخاست از زمین به‌روی یک پرتابگر وانتی نصب و همزمان موتور پهپاد نیز روشن می‌شود. پس از آنکه خودرو به سرعت مورد نظر رسید و موتور پهپاد نیز به توان لازم برخاست از زمین دست یافت، پهپاد از خودرو جدا می‌شود و پرواز می‌کند. نحوه فرود این پهپاد هم از نوع فرود روی شکم است و برای همین از یک دوربین آسانسوری جمع‌شونده در بدنه بهره می‌برد که موجب می‌شود هنگام فرود آسیبی نبیند.
استفاده از این نوع پرتابگر این قابلیت را به پهپاد معراج می‌دهد تا برای نشست و برخاست نیاز به باند خاصی نداشته باشد و از روی هر جاده یا بزرگراه بتواند پرواز کند.

## نوع مأموریت
پهپاد معراج، پهپادی تاکتیکی و دارای دوربین شناسایی برای مأموریت‌های شناسایی به‌خصوص برای پایش مرزها و درگیری با گروهک‌های تروریستی می‌باشد که توانایی حمل حداکثر پنج کیلوگرم محموله را نیز دارا می‌باشد.